# Hawtai B21

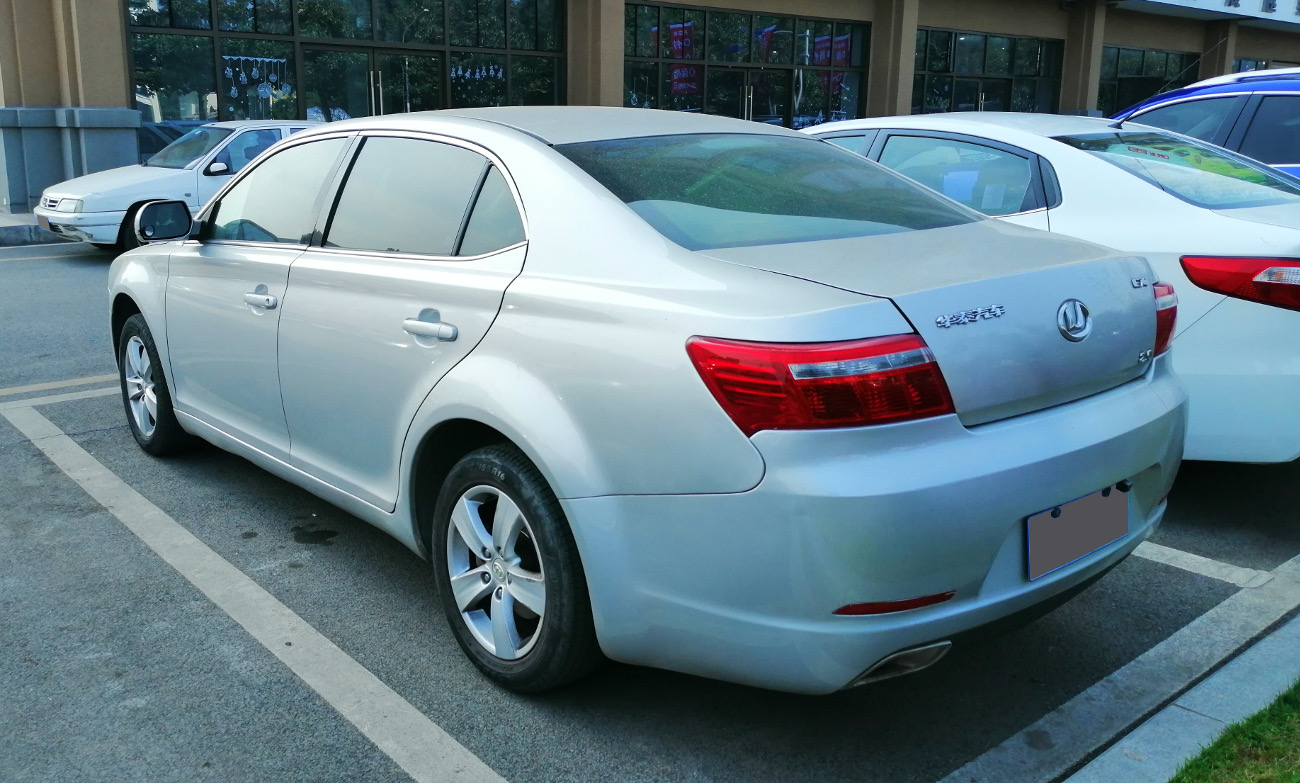
Heckansicht

Der Hawtai B21, auch Hawtai E70 oder Hawtai E80, ist eine Limousine der Mittelklasse des chinesischen Automobilherstellers Hawtai, die unter dem B11 positioniert ist.

## Geschichte
Das Fahrzeug debütierte als Konzeptfahrzeug auf der Beijing Auto Show und wird seit dem 18. März 2013 verkauft. Seit März 2016 ist das Modell auch als Elektroauto Hawtai iEV230 erhältlich.

## Technische Daten
Den Antrieb übernimmt entweder ein 100 kW (136 PS) starker 2,0-Liter-Ottomotor, ein 103 kW (140 PS) starker 1,5-Liter-Ottomotor oder ein – für chinesische Autos eher ungewöhnlich – 68 kW (92 PS) starker 1,5-Liter-Dieselmotor. Beide Varianten können wahlweise mit einem 4-Stufen-Automatikgetriebe ausgestattet werden.
Im iEV230 kommt ein 80 kW (109 PS) starker Elektromotor zum Einsatz. Die elektrische Reichweite gibt Hawtai nach NEFZ ermittelt mit bis zu 310 km an.
|                            | 2.0                           | 1.5T                          | 1.5 Diesel                      | iEV230                    |
| -------------------------- | ----------------------------- | ----------------------------- | ------------------------------- | ------------------------- |
| Bauzeitraum                | 03/2013–2019                  | 02/2015–2019                  | 03/2013–2019                    | 03/2016–2019              |
| Motorkenndaten             |                               |                               |                                 |                           |
| Motortyp                   | Reihen-Vierzylinder-Ottomotor | Reihen-Vierzylinder-Ottomotor | Reihen-Vierzylinder-Dieselmotor | Elektromotor              |
| Hubraum                    | 1997 cm³                      | 1468 cm³                      | 1493 cm³                        | —                         |
| max. Leistung bei min−1    | 100 kW (136 PS) / 6000        | 103 kW (140 PS) / 5000        | 68 kW (92 PS) / 4000            | 80 kW (109 PS)            |
| max. Drehmoment bei min−1  | 180 Nm / 4000                 | 210 Nm / 2500–4500            | 182 Nm / 2800                   | 220 Nm                    |
| Kraftübertragung           |                               |                               |                                 |                           |
| Antrieb, serienmäßig       | Vorderradantrieb              | Vorderradantrieb              | Vorderradantrieb                | Vorderradantrieb          |
| Getriebe, serienmäßig      | 5-Gang-Schaltgetriebe         | 5-Gang-Schaltgetriebe         | 5-Gang-Schaltgetriebe           | 1-Gang-Reduktionsgetriebe |
| Getriebe, optional         | [4-Gang-Automatikgetriebe]    | —                             | [4-Gang-Automatikgetriebe]      | —                         |
| Antriebsbatterie           |                               |                               |                                 |                           |
| Energieinhalt              | —                             | —                             | —                               | 34,8–55,0 kWh             |
| Messwerte                  |                               |                               |                                 |                           |
| Höchstgeschwindigkeit      | 178 km/h [170 km/h]           | k. A.                         | 156 km/h [153 km/h]             | 130 km/h                  |
| Beschleunigung, 0–100 km/h | 14,2 s [13,2 s]               | k. A.                         | 18,1 s [16,3 s]                 | k. A.                     |
| Tankinhalt                 | 55 l                          | 55 l                          | 55 l                            | —                         |